# Prolepsis fenestrata
Prolepsis fenestrata là một loài ruồi trong họ Asilidae. Prolepsis fenestrata được Macquart miêu tả năm 1838.